# 异预螳属
异预螳属（学名：Heterovates）为螳科的一个属。

## 下属物种
本属包括以下物种：
- 豹纹异预螳 Heterovates pardalina Saussure, 1871